# Championnat d'Écosse de football 1918-1919
Navigation
Édition précédente Édition suivante
La 29e édition du championnat d'Écosse de football est remportée par le Celtic FC. C’est le quinzième titre de champion du club de Glasgow. Ils gagnent avec un point d’avance sur les Rangers FC. Le Greenock Morton complète le podium.
Contrairement à ses voisins anglais et nord-irlandais, le championnat d'Écosse de football ne s’interrompt pas pendant la Première Guerre mondiale.
À la fin de la 28e saison, aucun club ne quitte la première division. Les mêmes 18 équipes sont conservées pour la saison 1918-1919.
Avec 29 buts marqués en 34 matchs,  David McLean des Rangers FC remporte pour la première fois le titre de meilleur buteur du championnat.

## Les clubs de l'édition 1918-1919
| Club                              | Ville      |
| --------------------------------- | ---------- |
| Ayr United Football Club          | Ayr        |
| Airdrieonians Football Club       | Airdrie    |
| Celtic Football Club              | Glasgow    |
| Clyde Football Club               | Glasgow    |
| Clydebank Football Club           | Clydebank  |
| Dumbarton Football Club           | Dumbarton  |
| Falkirk Football Club             | Falkirk    |
| Greenock Morton Football Club     | Greenock   |
| Hamilton Academical Football Club | Hamilton   |
| Heart of Midlothian Football Club | Édimbourg  |
| Hibernian Football Club           | Leith      |
| Kilmarnock Football Club          | Kilmarnock |
| Motherwell Football Club          | Motherwell |
| Partick Thistle Football Club     | Glasgow    |
| Queen's Park Football Club        | Glasgow    |
| Rangers Football Club             | Glasgow    |
| Saint Mirren Football Club        | Paisley    |
| Third Lanark Athletic Club        | Glasgow    |

## Compétition

### Classement
Le classement est établi sur le barème de points classique (victoire à 2 points, match nul à 1, défaite à 0).
| Rang | Équipe              | Pts | J  | G  | N  | P  | Bp | Bc | Diff |
| ---- | ------------------- | --- | -- | -- | -- | -- | -- | -- | ---- |
| 1    | Celtic FC           | 58  | 34 | 26 | 6  | 2  | 71 | 22 | +49  |
| 2    | Rangers FC          | 57  | 34 | 26 | 5  | 3  | 86 | 16 | +70  |
| 3    | Greenock Morton     | 47  | 34 | 18 | 11 | 5  | 76 | 40 | +36  |
| 4    | Partick Thistle FC  | 41  | 34 | 17 | 7  | 10 | 62 | 43 | +19  |
| 5    | Motherwell FC       | 38  | 34 | 14 | 10 | 10 | 51 | 40 | +11  |
| 6    | Ayr United          | 38  | 34 | 15 | 8  | 11 | 62 | 53 | +9   |
| 7    | Heart of Midlothian | 37  | 34 | 14 | 9  | 11 | 59 | 52 | +7   |
| 8    | Kilmarnock FC       | 35  | 34 | 14 | 7  | 13 | 61 | 59 | +2   |
| 9    | Queen's Park FC     | 35  | 34 | 15 | 5  | 14 | 59 | 57 | +2   |
| 10   | Saint Mirren        | 32  | 34 | 10 | 12 | 12 | 43 | 55 | -12  |
| 11   | Clydebank FC        | 32  | 34 | 12 | 8  | 14 | 54 | 65 | -11  |
| 12   | Third Lanark AC     | 31  | 34 | 11 | 9  | 14 | 60 | 62 | -2   |
| 13   | Airdrieonians       | 29  | 34 | 9  | 11 | 14 | 45 | 54 | -9   |
| 14   | Hamilton Academical | 27  | 34 | 11 | 5  | 18 | 49 | 75 | -26  |
| 15   | Dumbarton FC        | 22  | 34 | 7  | 8  | 19 | 31 | 58 | -27  |
| 16   | Clyde FC            | 20  | 34 | 7  | 6  | 21 | 45 | 75 | -30  |
| 17   | Falkirk FC          | 20  | 34 | 6  | 8  | 20 | 46 | 73 | -27  |
| 18   | Hibernian FC        | 13  | 34 | 5  | 3  | 26 | 30 | 91 | -61  |

|  | Champion d'Écosse |
|  | Relégation        |

## Bilan de la saison
| Tableau d'Honneur                |                    |
| Compétition                      | Vainqueur          |
| Championnat d'Écosse de football | Celtic FC          |
| Coupe d'Écosse de football       | Pas de compétition |

| Promotions et relégations |                                                  |
| Promus                    | Dundee FC Aberdeen FC Raith Rovers Albion Rovers |
| Relégués                  | Aucun                                            |

## Statistiques

### Meilleur buteur
1. David McLean, Rangers FC, 29 buts